# قوسه الأخير
قوسه الأخير: بعض ذكريات شيرلوك هولمز (بالإنجليزية: His Last Bow: Some Reminiscences of Sherlock Holmes) هي مجموعة قصصية بطلها الشخصية الخيالية شيرلوك هولمز من تأليف آرثر كونان دويل، من ضمن القصص، القصة القصيرة مغامرة الدائرة الحمراء (1911) والقصة القصيرة قوسه الأخير (1917)، الطبعة الأولى في الولايات المتحدة عدلت ترجمة المقتطفات الأدبية المختارة إلى بعض من ذكريات شيرلوك هولمز اللاحقة، كل النسخ تحتوي على مقدمة موجزة كتبها جون واطسون  والتي تضمن للقراء تاريخ النشر 1917:
"هولمز متقاعد منذ فترة طويلة من مهنته التحقيقية ولكن لا يزال على قيد الحياة وبصحة جيدة، وإن كان يعاني لمسة خفيفة من الرثية."

## المحتوى والقصص
نشرت هذه المجموعة كاملةً عام 1917 وتحتوي على:
- مقدمة كتبها جون واطسون (Preface by John H. Watson).

- وثمانية قصص وهي:

1. مغامرة منزل ويستيريا (The Adventure of Wisteria Lodge).
2. لغز الطرد البريدي (The Adventure of the Cardboard Box)، وقد نشرت سابقًا في سلسلة مذكرات شرلوك هولمز.
3. مغامرة الدائرة الحمراء (The Adventure of the Red Circle).
4. مغامرة مخططات بروس بارتينجتون (The Adventure of the Bruce-Partington Plans).
5. مغامرة المحقق المحتضر (The Adventure of the Dying Detective).
6. اختفاء السيدة فرانسيس كارفاكس (The Disappearance of Lady Frances Carfax).
7. مغامرة قدم الشيطان (The Adventure of the Devil's Foot).
8. المغامرة الأخيرة: خاتمة أعمال شيرلوك هولمز (His Last Bow. The War Service of Sherlock Holmes)